# Sharku
I Peter Jacksons filmtrilogi om Ringenes Herre er Sharku en højtstående ork, som tjener Saruman the White, efter at denne har indgået alliance med den mørke fyrst Sauron. Han nævnes ikke i J. R. R. Tolkiens bøger om Ringens Herre, og han optræder kun i anden del af filmtrilogien, nemlig filmen Ringenes Herre - De to Tårne, hvor han leder en bataljon varge, store ulvelignende bæster, som orkerne benytter som ridedyr. Peter Jackson har fremsagt, at Sharku skal forestille at være relativt gammel. Trods det, at Sharku ikke fremgår i Tolkiens bøger, er Sharku også en karakter i det populære spil The Lord of the Rings: Kampen om Midgård II.

## Optræden i filmen
Da Théoden, Rohans konge, leder sine undersåtter ud af Edoras, Rohans hovedstad, og mod Helms kløft, bliver alle beboerne angrebet af Sharku og hans hær af varge. Det lykkes vargene at dræbe mange af Rohans ryttere, de såkaldte Rohirrim. Háma, en af kong Théodens vagter, bliver i filmen også dræbt af vargene. I bogen fremgår det dog, at han bliver dræbt i Helms kløft. Under angrebet på Edoras beboere kæmper Sharku mod Aragorn, som falder ned fra en klippe, og synes død.